# Damnatio memoriae
Damnatio memoriae (latinski za "osude sjećanja") je izraz je koji označava postupak zabrane sjećanja ili "protjerivanja iz javne uspomene". 
Oblik javne posmrtne kazne koju je rimski senat mogao izricati povodom izdaje ili neke druge krivice prema Rimskom Carstvu. Smisao kazne je bilo brisanje svih tragova sjećanja ili tragova postojanja osobe protiv koje je kazna izrečena.
Damnatio memoriae najčešće je izricano protiv preminulih ili ubijenih rimskih careva. Prvi car protiv koga je izrečena bio je Neron.

## Preoravanje grobova hrvatskih vojnika iz Drugog svjetskog rata
Ministar unutarnjih poslova “FDH” Vicko Krstulović 6. srpnja 1945. je oglasio svoju odluku “o uklanjanju vojničkih grobalja okupatora”
Svi su grobovi - križevi bili sravnjeni sa zemljom. I danas ne postoji primjerice na Mirogoju nema grobova bilo kojeg u borbi palog hrvatskog domobrana i ustaše iz Drugog svjetskog rata.
»Tako je okupator sakupljao svoje poginule, prenosio ih na posebno uređena groblja, gdje ih je sahranjivao uz posebnu paradu i uz učešće domaćih izdajnika...treba izbrisati svaki trag zloduha fašističke vladavine. Tako je potrebno i da se sravne sa zemljom svi vanjski znakovi, po kojima bi se razaznavalo mjesto, gdje su se dizala takova groblja.« Tada su sravnani sa zemljom svi vanjski znakovi groblja.